# گورگون
‌

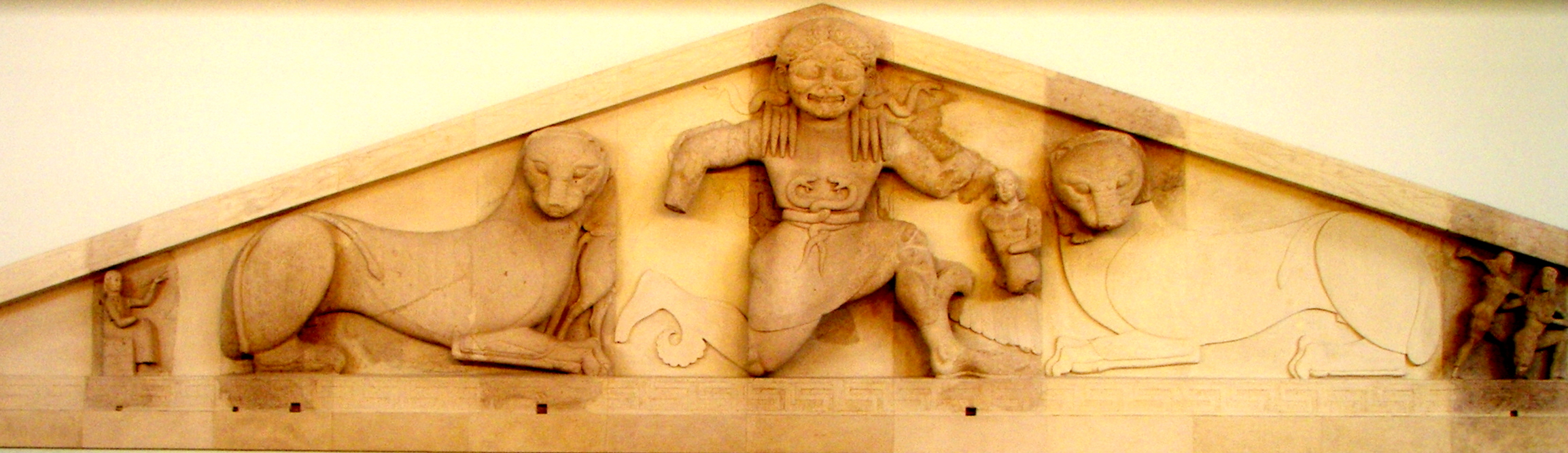
گورگون

گورگون‌ها (به یونانی: Γοργών یا Γοργώ، به انگلیسی: Gorgons) یکی از موجودات افسانه‌ای در اساطیر یونان باستان بوده‌اند.
در اساطیر یونان، گورگون‌ها هیولاهایی مؤنث، با بدنی پوشیده از فلس‌هایی نفوذ ناپذیر، موهایی از مارهای زنده، دندان‌هایی تیز و چهره‌ای چنان زشت بوده‌اند که هر کس به آن‌ها نگاه می‌کرد به سنگ تبدیل می‌شد. آن‌ها سه تن بودند: ائورائله و Sthenno که جاودان بودند و سومی که مدوسا نام داشت فانی بود. آن‌ها دختران فورسیس و ستو هستند. یونانیان از تصویر سر این هیولا برای آراستن سپرهای خود استفاده می‌کردند تا دشمنان خود را وحشت زده کرده و خود را از قدرتهای شیطانی محافظت کنند.